# Ouéra
Ouéra est une localité située dans le département d'Imasgo de la province de Boulkiemdé dans la région Centre-Ouest au Burkina Faso.

## Démographie
| 2003  | 2006  | 2012 |
| ----- | ----- | ---- |
| 2 060 | 1 693 | -    |

## Santé et éducation
Le centre de soins le plus proche d'Ouéra est le centre de santé et de promotion sociale (CSPS) de Imasgo tandis que le centre médical avec antenne chirurgicale (CMA) se trouve à Koudougou.
Le village possède une école primaire publique.